# Grotte de Gorham

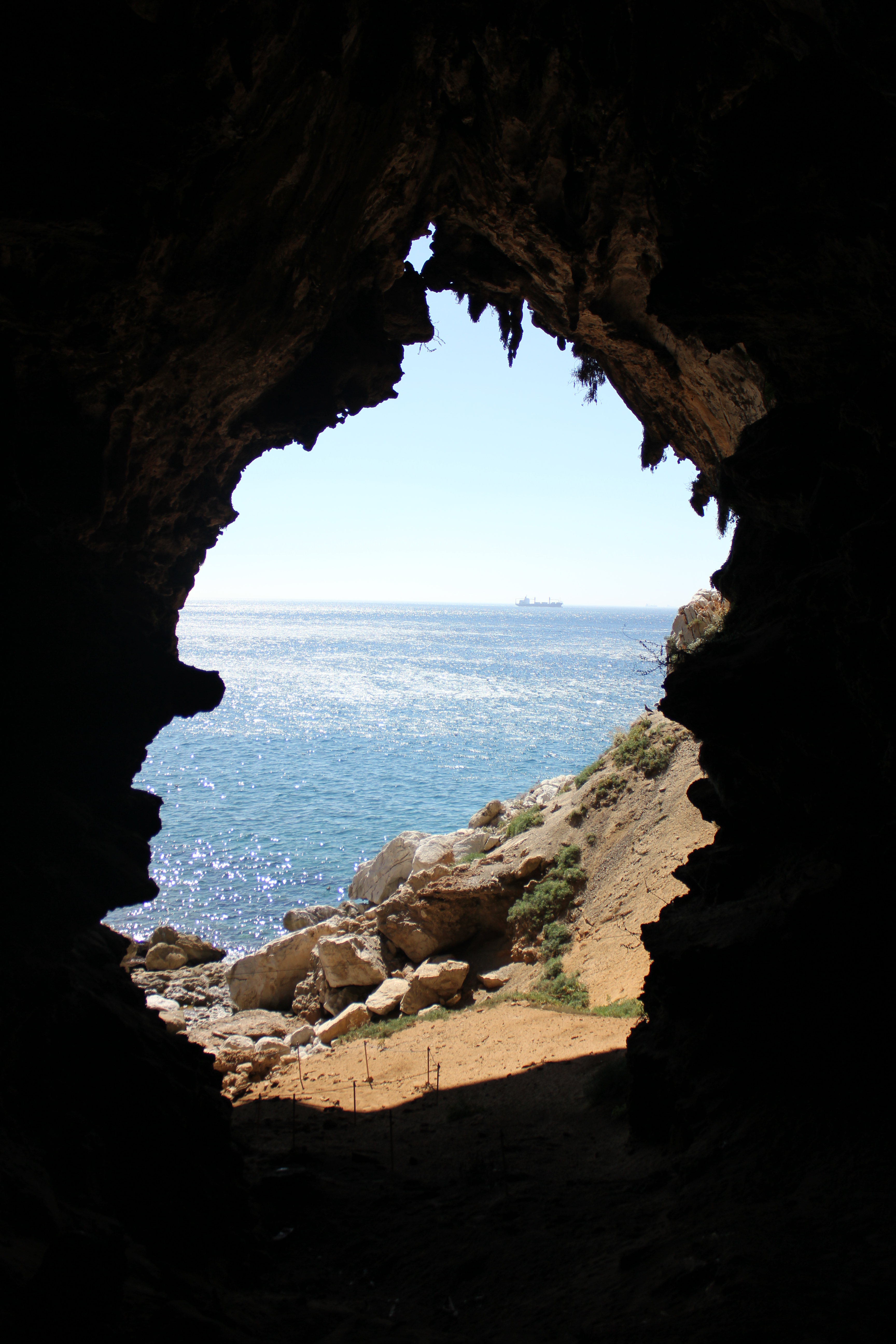
Vue de la Mer d'Alboran depuis la grotte de Gorham.

La grotte de Gorham se situe à Gibraltar, en territoire britannique d'outre-mer, dans le sud de la péninsule Ibérique, sur la face sud-est du rocher de Gibraltar. Elle doit son nom au capitaine A. Gorham, un officier britannique qui la découvrit en 1907. Elle s'ouvre dans une roche calcaire.

## Historique
En 1848, le site voisin de la Carrière de Forbes livra le deuxième crâne néandertalien connu (après celui des Grottes Schmerling, à Engis en Belgique) ; celui-ci ne fut toutefois pas immédiatement identifié comme le témoin d'une espèce humaine disparue.[réf. nécessaire]
La grotte de Gorham fut fouillée de 1948 à 1954 par J.A. Waechter, puis de 1999 à 2005 par une équipe du Musée de Gibraltar conduite par Clive Finlayson.[réf. nécessaire] Elle a livré une stratigraphie de plus de 10 m d'épaisseur, comportant six niveaux moustériens et deux niveaux rattachés à l'épigravettien de l'est de l'Espagne.[réf. nécessaire]

## Néandertal

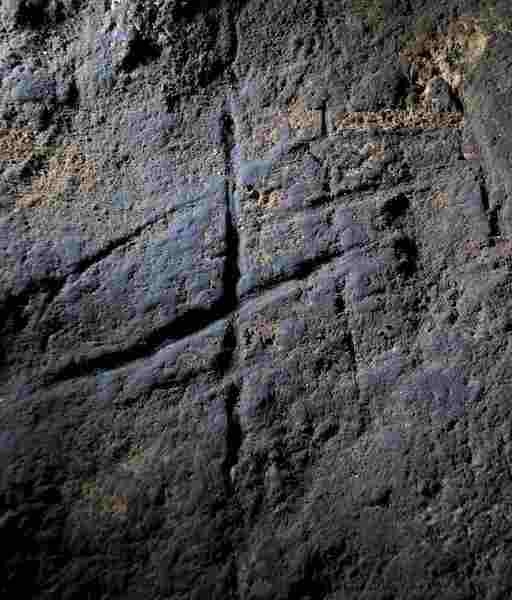
Gravures préhistoriques néandertaliennes sur une paroi de la grotte de Gorham.

Le 1er septembre 2014 fut annoncée la découverte, sur le sol d'une plateforme rocheuse située au fond de la grotte et recouverte de sédiments, de formes géométriques abstraites gravées remontant à plus de 37 000 ans avant notre ère. Elles ont été considérées comme le premier exemple connu d'art pariétal abstrait dû aux Néandertaliens – détrônée en cela par des découvertes subséquentes, comme les gravures d'un âge minimum de 57 000 ans dans la grotte de la Roche-Cotard (vallée de la Loire). Et le "hashtag" de la grotte de Gorham n'est peut-être pas si abstrait qu'il l'a été dit : Fowler (2021) suggère qu'il pourrait s'agir de la représentation de la ligne côtière de Gibraltar au Paléolithique supérieur.
Les recherches récentes semblent montrer que les Néandertaliens y ont vécu depuis 65 000 ans avant notre ère jusqu'à −28 000 ans, voire −24 000 ans, ce qui constitue le témoignage le plus tardif de présence néandertalienne en Europe. Ils auraient donc cohabité avec les Homo sapiens, présents dans la région depuis environ 40 000 ans avant notre ère.

## Patrimoine mondial de l'UNESCO
L'« ensemble des grottes de Gorham », un ensemble de quatre cavités remarquables, a été inscrit au patrimoine mondial de l'UNESCO en 2016.